# 簡易信条主義
簡易信条主義（かんいしんじょうしゅぎ）とは、キリスト教会の信条、信仰告白を簡易にし、その規範性、拘束性を最小限のものとする主義。公会主義の合同教会である日本基督教団は必然的に簡易信条であると言われる。
これは日本基督教会の指導者である植村正久牧師によって唱えられた。彼は『信条制定に関する意見』で、日本にアウクスブルク信仰告白、ドルト信仰基準、ウェストミンスター信仰告白など「化石然たる信条」は必要ないとし、「化石然たる信条を固守し、将来に争いを起し、分裂を生ずるの種子をこの伝道の春に播し置かんとするに至りては、余輩ますますその不可なるを知る。」「日本国キリスト教徒は、その信条をなるべく自由寛大にして十分に進歩の余地を与え、協和の根基を固うせざるべからず。」と述べている。。
日本基督教団は2009年の日本伝道150年記念宣言で、「日本基督教団は神が働きたもう歴史の必然により生まれた公同教会であり、簡易信条、公会主義の伝統を受け継いでいます。」と宣言した。